# الدوري الوطني الروسي لكرة القدم
الدوري الوطني الروسي لكرة القدم (بالإنجليزية: Russian Football National League)‏ و(بالروسية: Первенство Футбольной Национальной Лиги) وكان يعرف سابقاً باسم الدوري الروسي الدرجة الأولى وهو ثاني أعلى دوري مستوى في روسيا بعد الدوري الروسي الممتاز، يتألف الدوري من 19 نادي، يصعد من هذا الدوري ناديان إلى الدوري الروسي الممتاز بينما يهبط ناديان من الدوري الممثاز لهذا الدوري.